# شارع محمد البوعزيزي (مدينة تونس)

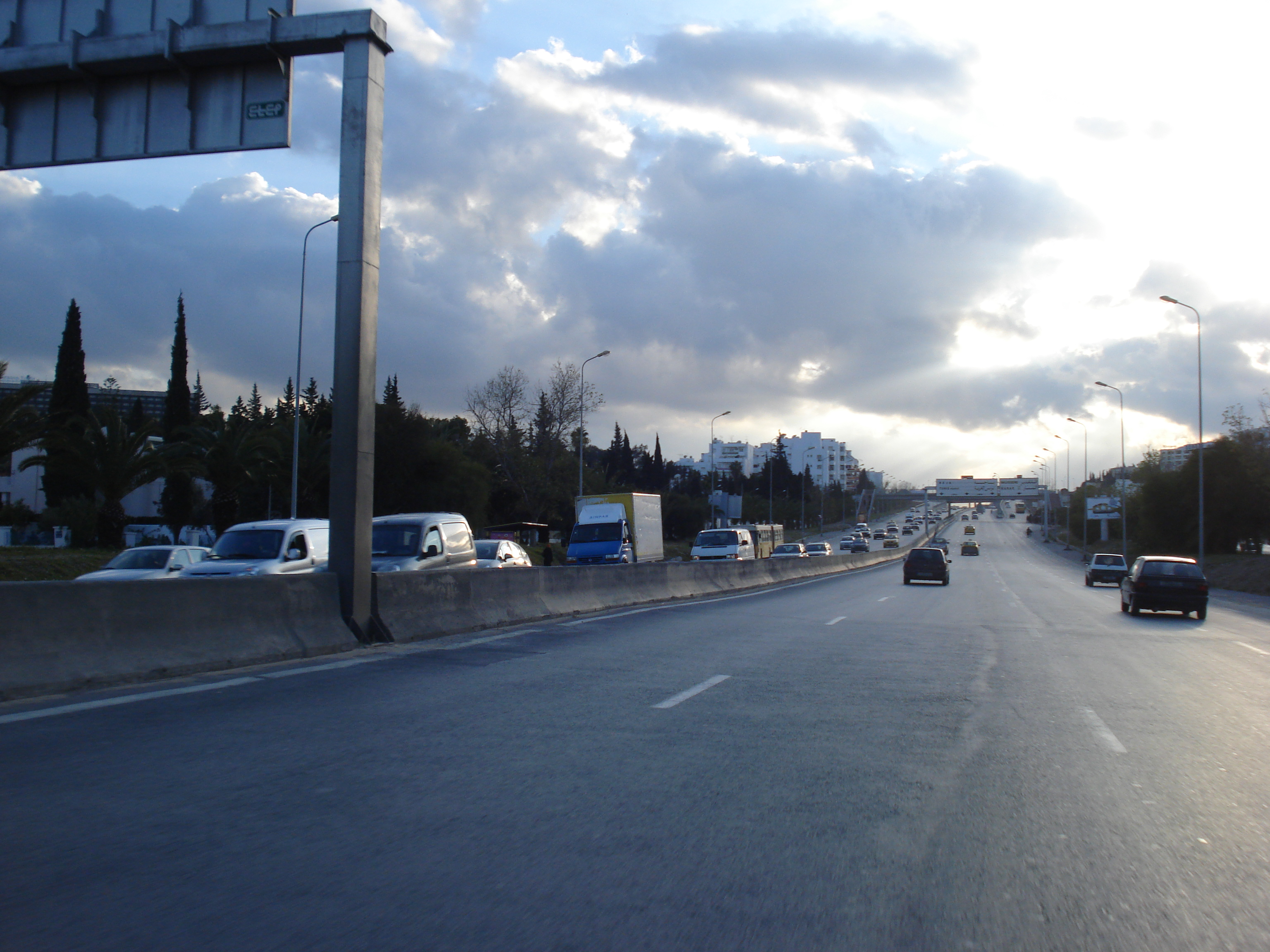
شارع محمد البوعزيزي

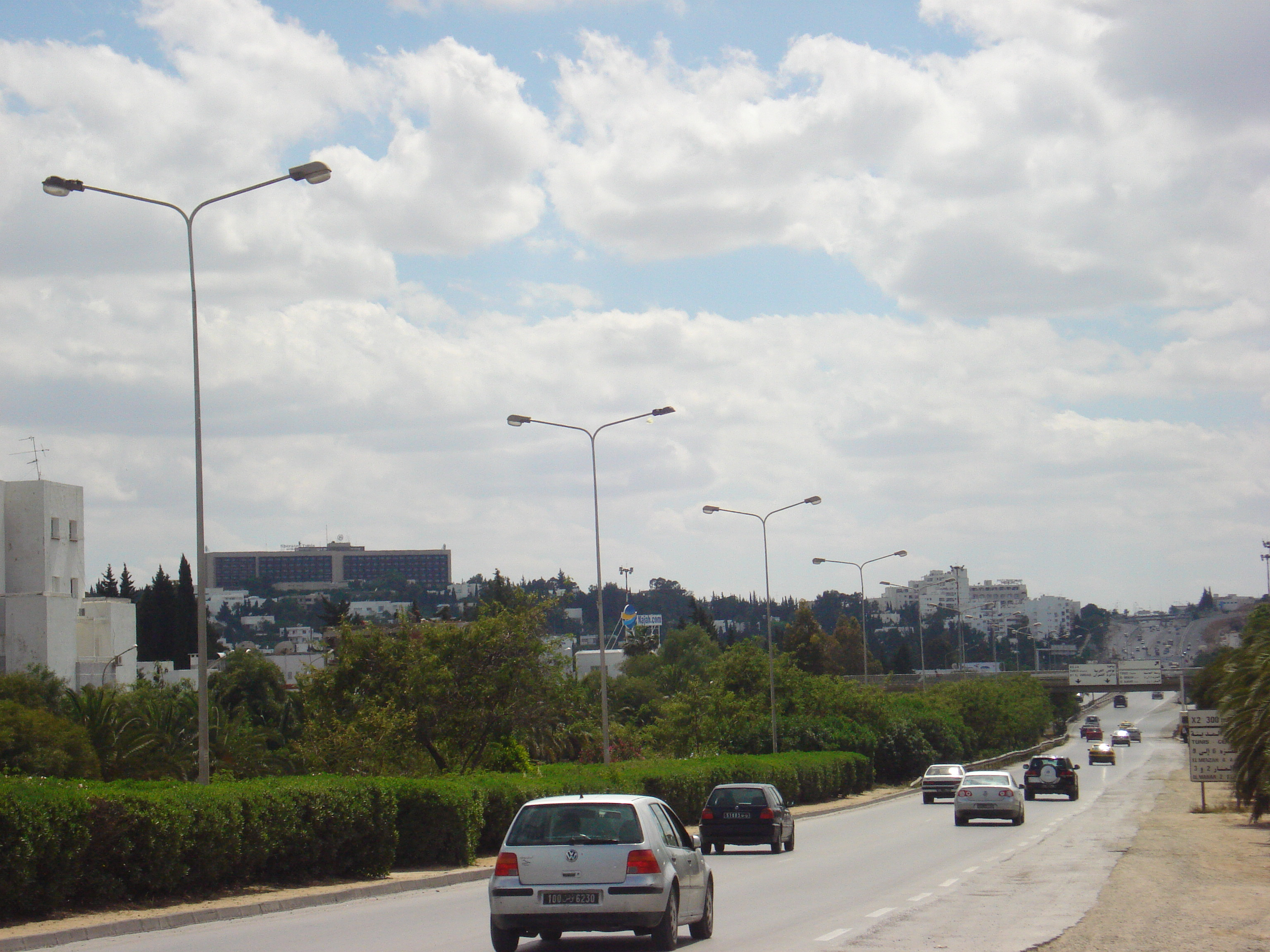
شارع محمد البوعزيزي

شارع محمد البوعزيزي (شارع 7 نوفمبر 1987 قبل الثورة التونسية)  هو جزء من الطريق الحزامية حول مدينة تونس (مدينة).